# Suzerænitet
Suzerænitet betyder overhøjhed over en anden stat. Begrebet bruges i folkeretten som modsætning til suverænitet.
Når en stat eller nation udøver et egentligt protektorat over en anden stat, siges den udøvende stat at have suzerænitet. Der findes dog mange forskellige former af suzerænitet, som rækker fra en mere faktisk, økonomisk (f.eks. den lille østat Nauru i forhold til Australien) eller militærisk afhængighed (f.eks. Island i forhold til Norge) til juridiske forhold, hvor den dominerende stat varetager funktioner, en ellers suveræn stat har (f.eks. varetager Frankrig Monacos udenrigs- og forsvarspolitik). Når der indføres selvstyre i Grønland, kan forholdet mellem Danmark og Grønland beskrives som suzerænitet.